# Лукуми, Джейсон
Дже́йсон Сти́вен Лукуми́ Ми́на (англ. Jeison Steven Lucumí Mina; род. 8 апреля 1995, Суарес, Каука) — колумбийский футболист, полузащитник клуба «Депортес Толима».

## Клубная карьера
Лукуми начал карьеру в клубе «Атлетико» из Кали. 2 августа 2012 года в матче против «Атлетико Букараманга» он дебютировал в Примере B. 10 марта 2013 года в поединке против «Хагуарес де Кордоба» Джейсон забил свой первый гол за «Атлетико». В начале 2014 года Лукуми перешёл в «Америку» из Кали. 4 февраля в матче против «Кукута Депортиво» он дебютировал за новую команду. 18 февраля в поединке против «Боготы» Джейсон забил свой первый гол за «Америку». В 2016 году Лукуми помог клубу выйти в элиту. 4 февраля 2017 года в матче против «Рионегро Агилас» он дебютировал в Кубке Мустанга.
Летом того же года Джейсон перешёл в «Атлетико Насьональ». 10 августа в матче против «Ла Экидад» он дебютировал за новую команду. 21 августа в поединке против «Альянса Петролера» Лукуми забил свой первый гол за «Атлетико Насьональ».

## Международная карьера
В 2015 году в составе молодёжной сборной Колумбии Лукуми занял второе место на молодёжном чемпионате Южной Америки в Уругвае. На турнире он принял участие в матчах против команд Чили, Перу, Венесуэлы, Парагвая, Аргентины, Бразилии и дважды Уругвая. В поединке против перуанцев, венесуэльцев и чилийцев Джейсон забил 4 гола.
Летом того же года Лукуми принял участие в молодёжном чемпионате мира в Новой Зеландии. На турнире он сыграл в матчах против сборных Катара, Португалии, Сенегала и США.

## Достижения
Колумбия (до 20)
- Чемпионат Южной Америки по футболу среди молодёжных команд — 2015 (серебро)